# Austrocylindropuntia cylindrica
Austrocylindropuntia cylindrica es una especie de planta suculenta perteneciente al género Austrocylindropuntia, dentro de la familia Cactaceae.  Se distribuye naturalmente por Colombia, Ecuador y Perú, pero al ser una planta ornamental popular, es considerada una especie invasora en Europa, Sudáfrica y Australia. 

## Descripción

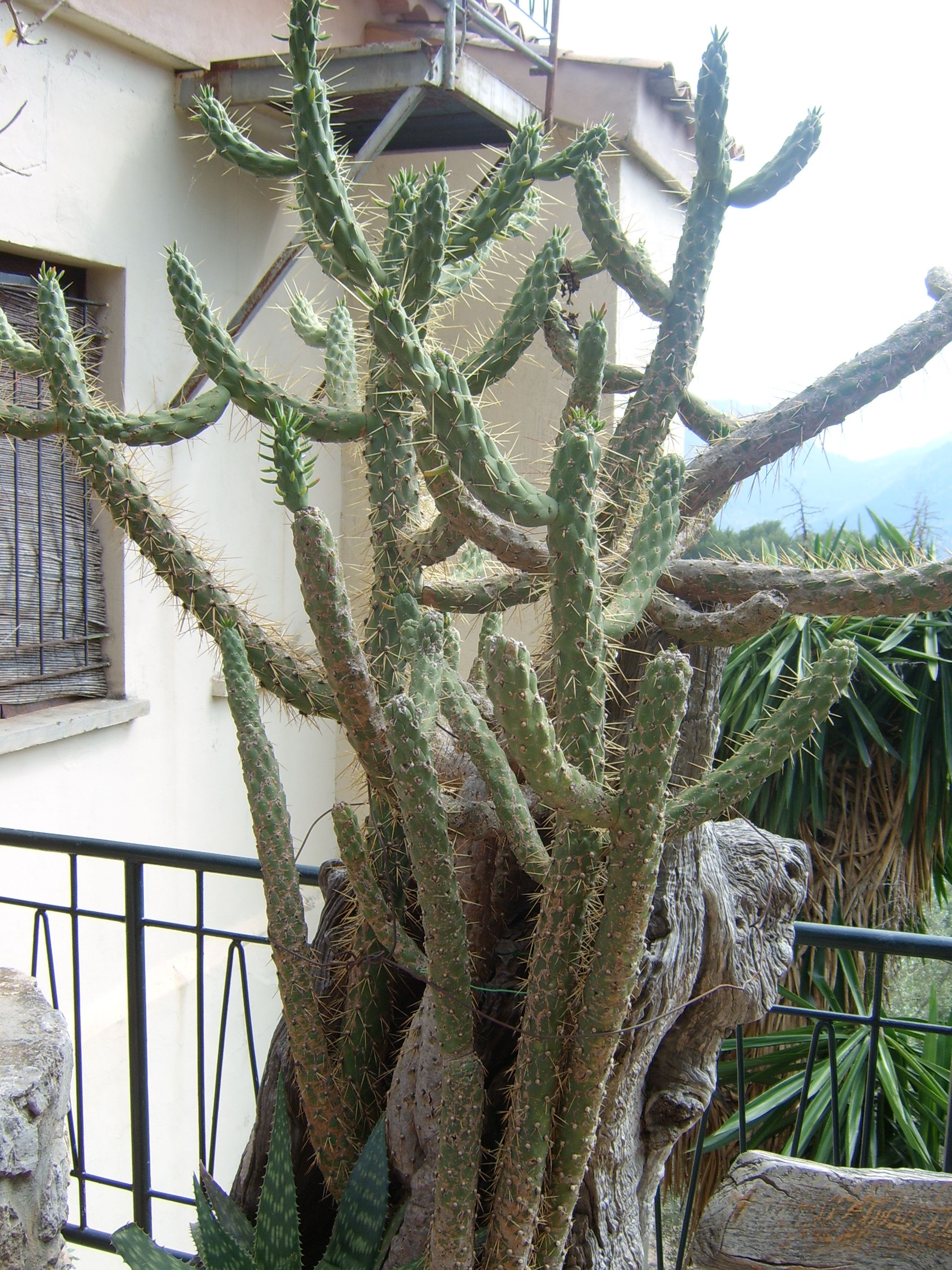
Vista de la planta

Austrocylindropuntia cylindrica es una especie de cactus que crece en forma de arbusto o árbol, está ramificado de forma suelta a densa y alcanza alturas de hasta 4 metros o más. 
Los tallos son cilíndricos, de color verde oscuro y están articulados. Cada articulación o sección de tallo, aparece de forma lateral en los tallos más viejos, no son quebradizos y pueden llegar a medir hasta 25 cm o más de largo y 6 cm de diámetro. Tienen unos llamativos tubérculos o bultos romboidales en espiral, sobre los que se sitúan las areolas, las cuales llevan gloquidios (espinas irritantes) débiles y discretos de 1 a 2 mm de largo. 
También presentan hojas caedizas en forma de punzón que miden hasta 1 cm de largo y de dos a seis (raramente hasta ocho) espinas. Éstas son salientes, rectas y algo aplanadas, de aproximadamente 1 cm de longitud, (rara vez hasta 3 cm).

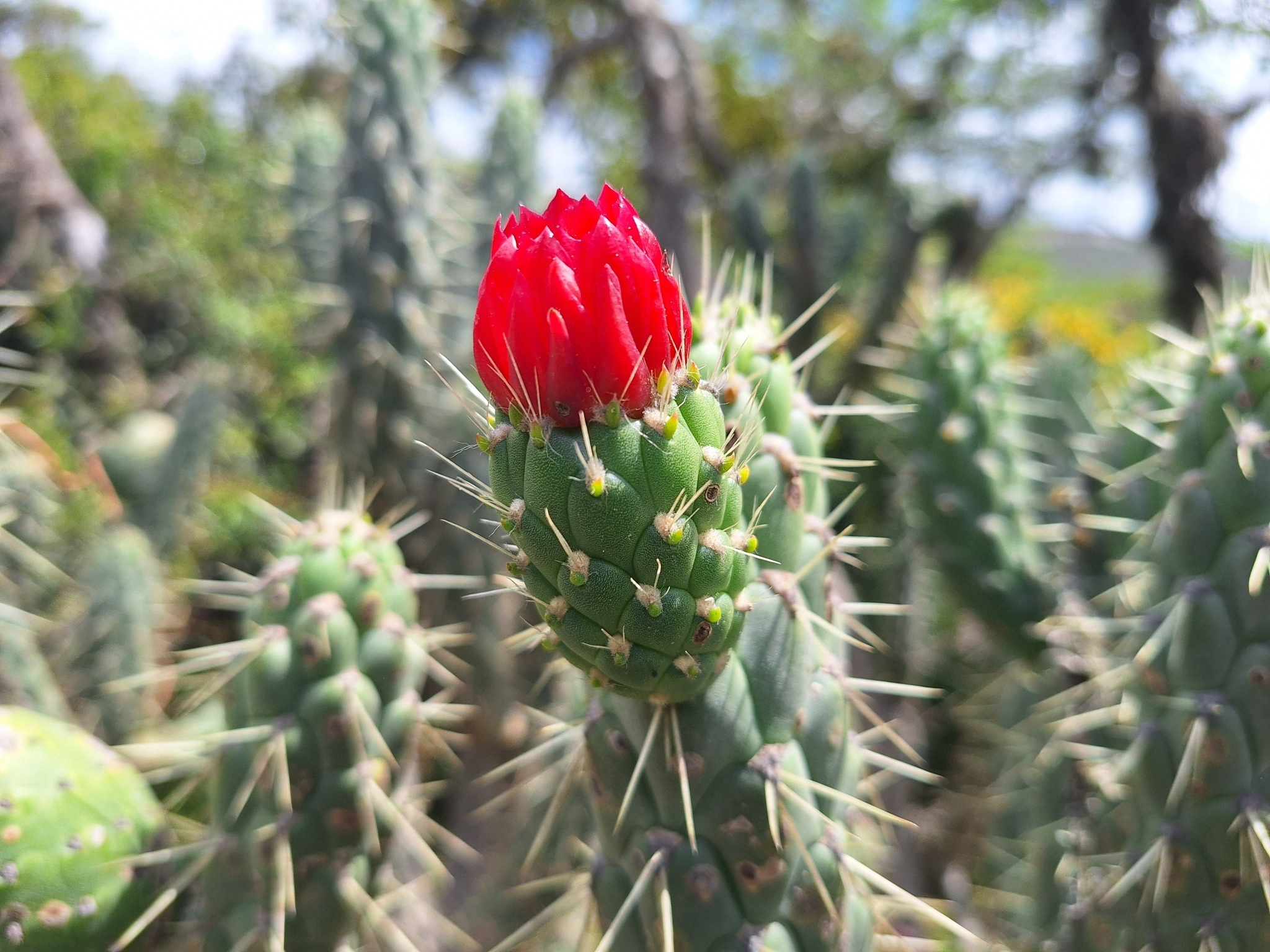
Detalle de la flor

Las flores son de color rojo y miden de 5 a 7 cm de largo. El pericarpelo es alargado y está cubierto hacia la base por areolas que portan gloquidios. Los frutos tienen forma de elipsoide o urna y miden hasta 9 cm de largo.

## Distribución y hábitat
El área de distribución nativa de esta especie va desde el centro de Colombia, hasta Ecuador y noroeste de Perú. Es un arbusto suculento y crece principalmente en el bioma subtropical, en un rango altitudinal que varía entre los 2000 y 3876 m sobre el nivel del mar.  
Además se distribuye por todo el mundo como planta ornamental, siendo catalogada como especie invasora en Argelia, Islas Canarias, Eritrea, Etiopía, Marruecos, Nueva Gales del Sur, sur de Nueva Zelanda y Victoria (Australia).

## Taxonomía
La primera descripción de esta especie fue como Cactus cylindricus, publicada en 1785 por el naturalista francés Jean-Baptiste Lamarck en el libro Encyclopédie Méthodique, Botanique 1: 539.
Más tarde, el botánico alemán Curt Backeberg trasladó la especie al género Austrocylindropuntia, por lo que pasó a llamarse Austrocylindropuntia cylindrica. Registró estos cambios en la revista Cactaceae. Jahrbücher der Deutschen Kakteen-Gesellschaft 1941 (2): 12, publicada en 1942.
Etimología
- Austrocylindropuntia: nombre genérico que deriva de la palabra latina auster (que significa 'sur') y el género Cylindropuntia, con el que algunas especies del género tienen similitudes. Así, el nombre de Cylindropuntia deriva de la palabra griega kýlindros (que significa 'cilindro') y el género Opuntia, (con el que el género tiene similitudes), haciendo referencia a la forma cilíndrica de los tallos de las plantas.[6]
- cylindrica: epíteto específico que deriva de la palabra latina cylindricus, que significa 'cilíndrico'), haciendo referencia a la forma de los tallos de esta especie, que son alargados y tienen una sección transversal circular, lo que refuerza la relación con el nombre del género.[7]

Sinonimia
- Austrocylindropuntia intermedia Rauh & Backeb., 1956 publ. 1957
- Cactus coranarius Cav., 1802
- Cactus cylindricus Lam., 1785 (Basónimo)
- Cereus cylindricus (Lam.) Haw., 1812
- Cylindropuntia cylindrica (Lam.) F.M.Knuth, 1930
- Cylindropuntia intermedia Rauh & Backeb., 1958
- Echinocactus cylindricus (Lam.) Paxton, 1840
- Opuntia bradleyi G.D.Rowley, 1958
- Opuntia cylindrica (Lam.) DC., 1828

## Estado de conservación
En la Lista Roja de Especies Amenazadas de la UICN, la especie está clasificada como "Casi Amenazada (NT)".

## Usos
Se cultiva principalmente como planta ornamental y su propagación se realiza normalmente a través de esquejes o semillas.

## Galería

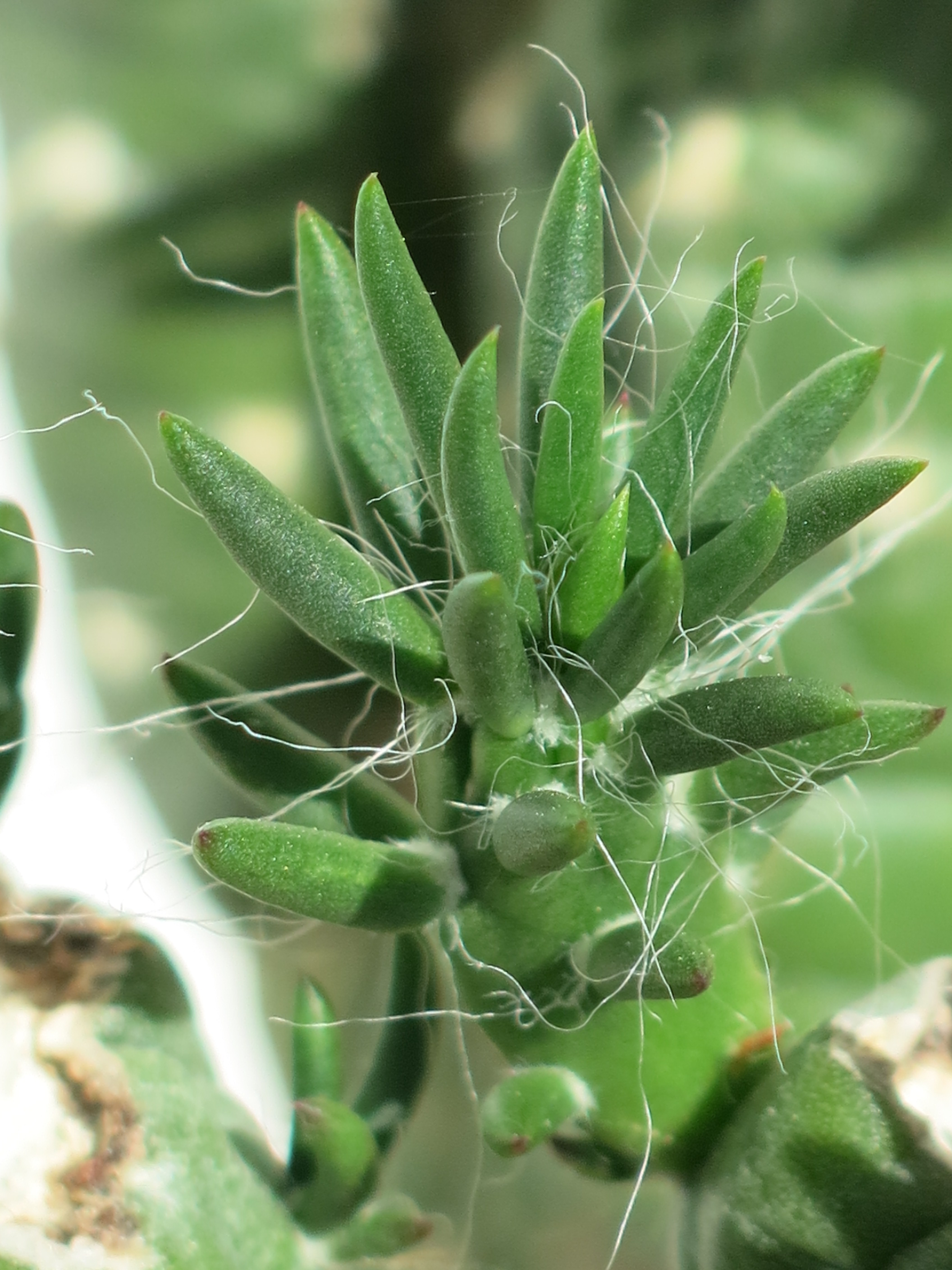
Detalle de las hojas
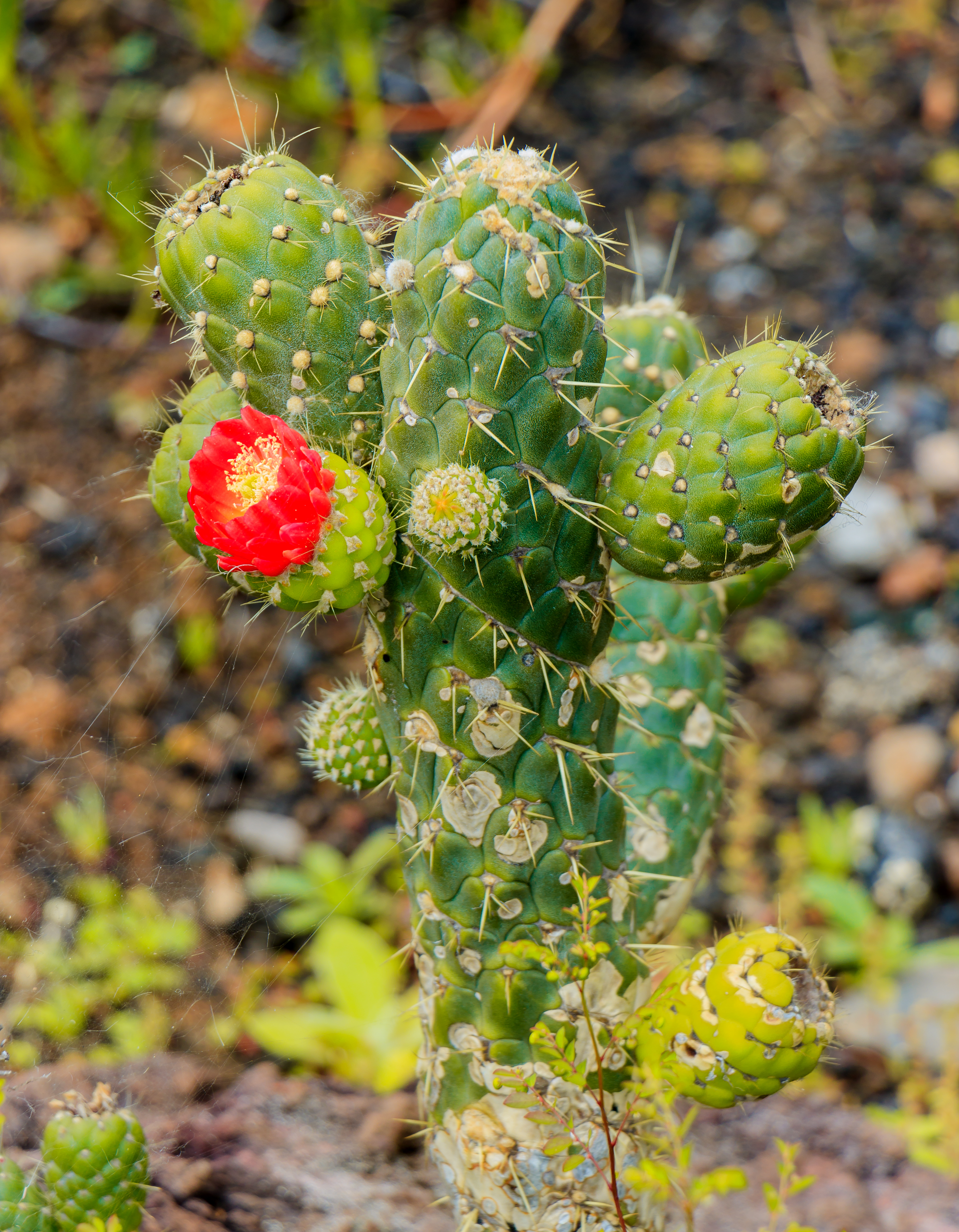
Detalle de la flor y los frutos
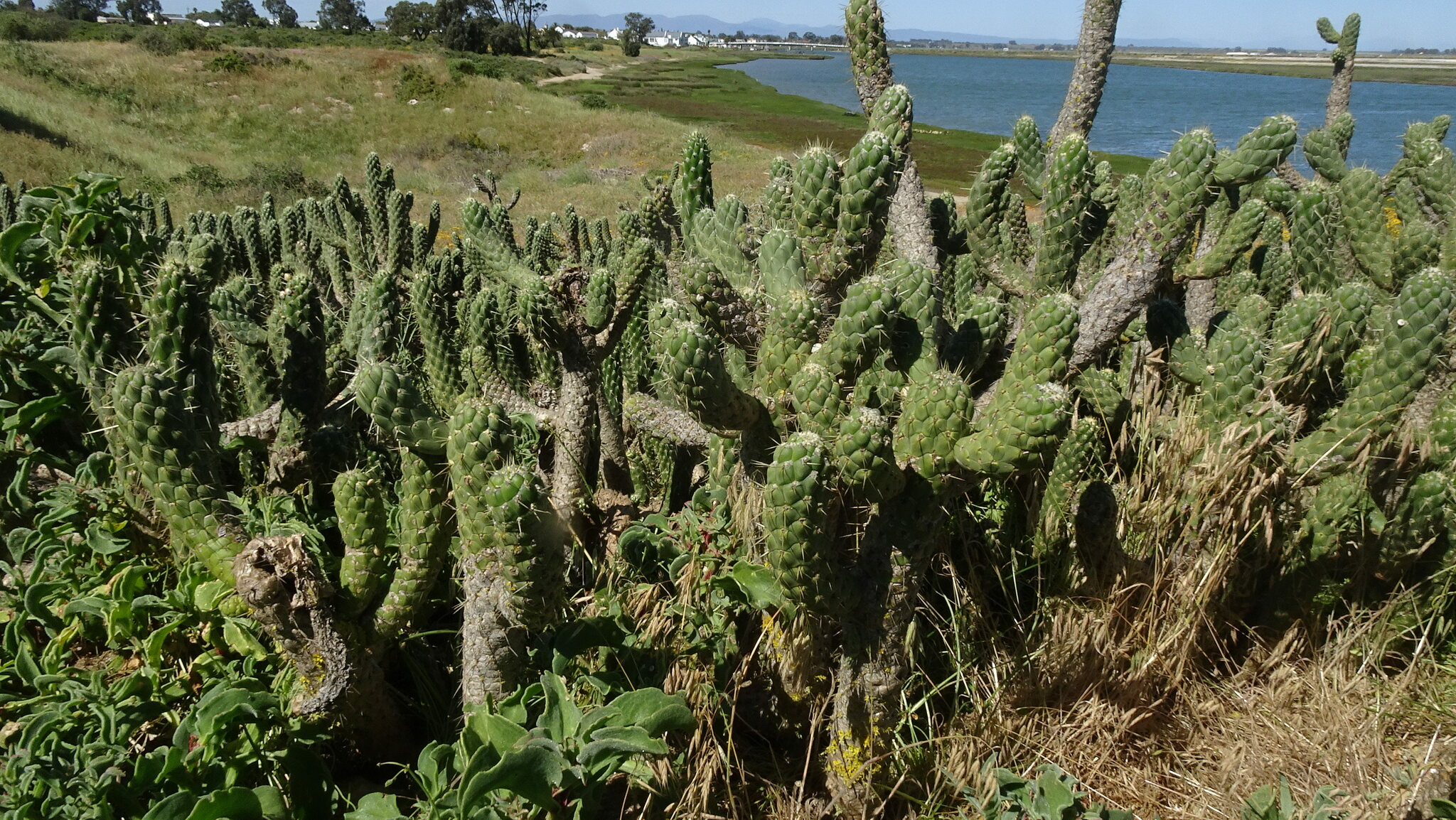
Planta en su hábitat
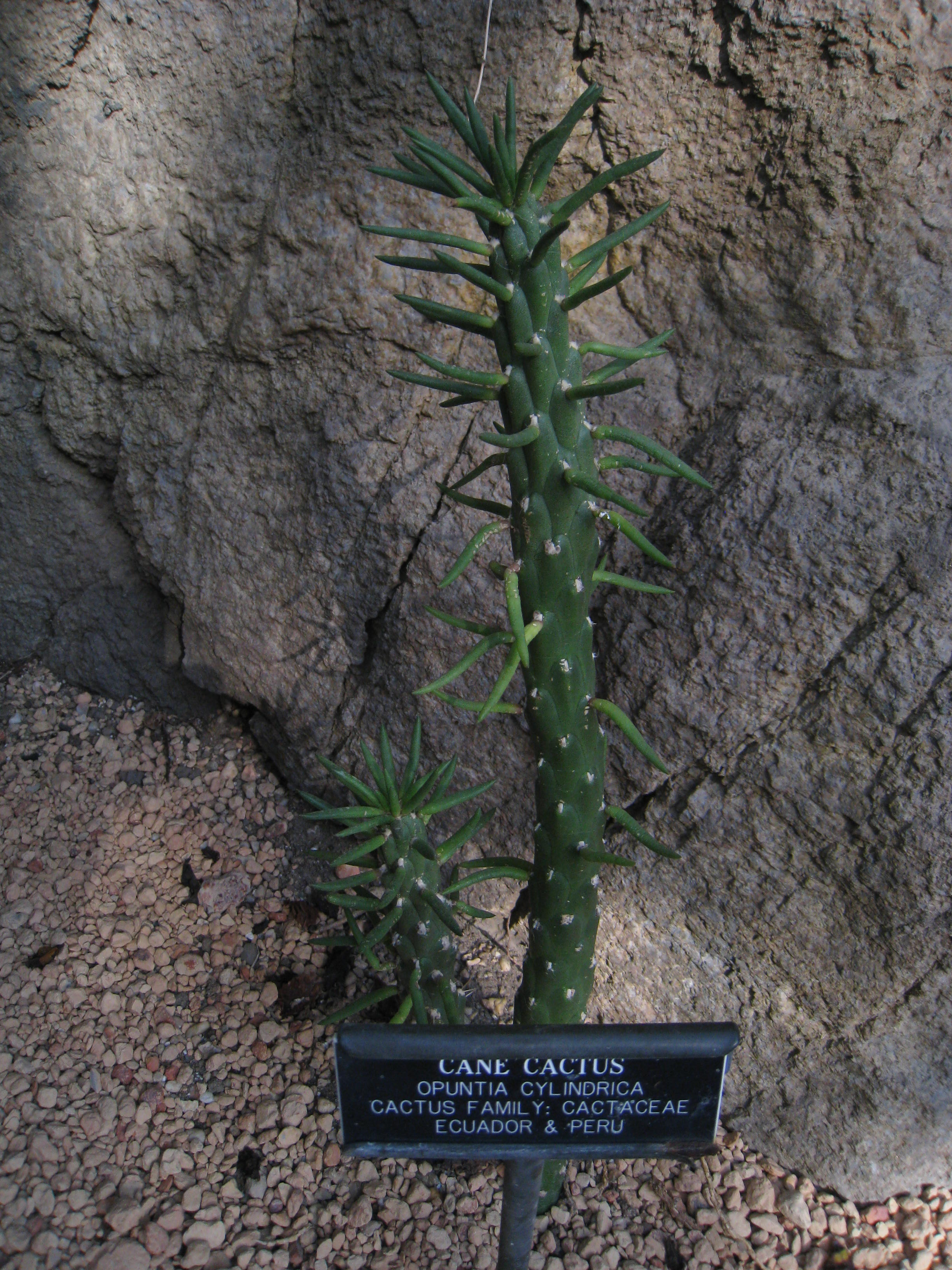
Planta en el jardín botánico de Brooklyn
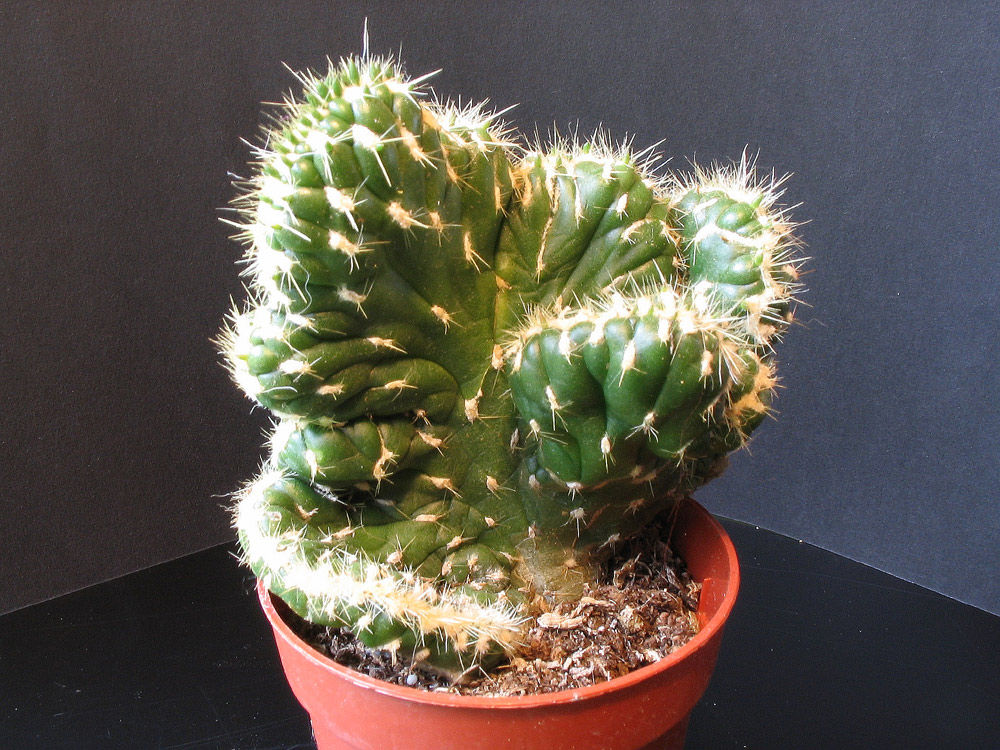
Planta variedad cristata